# 카팜팡안족
카팜팡안족(Kapampangans)은 필리핀에서 289만명의 인구를 가진 여섯 번째로 큰 민족 집단으로 오스트로네시아어족의 원주민이다.
팜팡가주는 팜팡간족의 전통적인 고향이다. 한때 방대한 땅을 점령하여, 톤도에서 중앙루손 지방까지 확장했으며, 많은 부분이 불라칸, 바탄, 누에바 에시하, 아우로라, 그리고 타르락을 만들기 위해 깍여져 나갔다. 결과적으로, 카팜팡안족은 현재 작은 지방이 되어버린 팜팡가 지방의 정치적 경계를 넘어 확장되었던 곳까지 거주를 하고 있다. 타를라크 주에서, 타를라크 시의 원주민 인구와 밤반, 카파스 그리고 콘셉시온이 카팜팡안이며,  반면, 빅토리아, 라 파스 자치지역은 주요 카팜팡안족의 인구를 가지고 있다. 바탄에서, 카팜팡안족은 디날루피한과 헤르모사, 그리고 아부카이에 있는 마바탕의 바랑가이, 사말에 있는 칼라기만에 거주하고 있다. 카팜팡안족은 누에바에시하 지방의 카비아오의 남쪽 구획 전체, 그리고 불라칸 주의 서쪽에서 분산되어 발견된다. 카팜팡안족의 터전은 여전히 톤도와 수도 지역에 존재한다. 이들도 또한 민도로, 팔라완, 그리고 민다나오로 이주를 해왔으며, 다바오 시와 제네랄산토스 시에 아구만이라고 불리는 강력한 카팜팡안 조직을 형성했다. 미국과 캐나다에 기반을 둔 아구만은 카팜팡안 어와 문화의 부활로 활발히 활동하고 있다.

## 문화와 요리
많은 카팜팡안족 축제에서는 카팜팡안족에게 특이한 토속적인 풍미를 보여준다. 사스무안에서는 산타 루시아 연회를 동반한 거리 댄싱을 또는 아구만 산두크는 미날린에서 새해를 맞이하여 여자로 분장한 남자이다.

## 같이 보기
- 카팜팡안어
- 파팡고
- 팜팡가주

## 참고 문헌
- Bunford, Stephen R., The Royal House of Brunei, Unpublished manuscript
- Larkin, John A. 1972. The Pampangans: Colonial Society in a Philippine Province. 1993 Philippine Edition. Quezon City: New Day Publishers.
- Mallat, Jean, Les Philippines: Histoire, Geographie, Moeurs, Agriculture, Idustrie, Commerce des colonies Espagnoles dans l'Océanie, Paris: Arthus Bertrand, Libraire de la Société de Géographie, 1846
- Miyamoto, Kazuo. Vikings of the Far East. New York: Vantage Press, 1975. pp88–89
- Morga, Antonio de, Sucesos de las Islas Filipinas, obra publicada en Méjico el año de 1609 nuevamente sacada a luz y anotada por José Rizal y precedida de un prólogo del Prof. Fernando Blumentritt, Impresión al offset de la Edición Anotada por Rizal, Paris 1890.  Manila: Historico Nacional, 1991
- Pires, Tomé, A suma oriental de Tomé Pires e o livro de Francisco Rodriguez: Leitura e notas de Armando Cortesão [1512 - 1515], translated and edited by Armando Cortesao, Cambridge: Hakluyt Society, 1944.
- Santiago, Luciano P.R., Laying the Foundations: Kapampangan Pioneers in the Philippine Church [1592-2001], Angeles City: Juan D. Nepomuceno Center for Kapampangan Studies, Holy Angel University Press, 20012
- Santiago, Luciano P.R., The Houses of Lakandula, Matanda, and Soliman [1571-1898]: Genealogy and Group Identity, Philippine Quarterly of Culture and Society 18 [1990]
- Scott, William Henry, Barangay: Sixteenth-Century Philippine Culture and Society, Quezon City: Ateneo de Manila University Press, 1994
- Scott, William Henry, Prehispanic Source Materials for the Study of Philippine History, Quezon City: New Day Publishers, 1984
- Tayag, Katoks (Renato). 1985. "The Vanishing Pampango Nation", Recollections and Digressions. Escolta, Manila: Philnabank Club c/o Philippine National Bank.
- Hipolito, Jose R. " History of Cabiao  ". Kabyawan Books. 2010
- Wang Teh-Ming, Sino-Suluan Historical Relations in Ancient Texts: A dissertation submitted to the graduate program of the College of Social Sciences and Philosophy, University of the Philippines, 1989, Diliman, Quezon City.
- Johnny Mina, Moses Esteban, Frederick Manzano, and Lawrence Capiz, Research Paper Topic "Kapampangan Translation and Cultures". University of Baguio, 2001.
- Andro Camiling's Biographies of Famous Kapampangan